# Patrick Dandrey
Patrick Dandrey, nacido en Talence (Francia) en 1950, es profesor de la Sorbona, experto en literatura francesa del siglo XVII y en la historia de la melancolía.

## Trayectoria
Patrick Dandrey, girondino nacido en Talence, hizo estudios de letras clásicas y modernas en Nantes, que concluyó en 1971. Es profesor agregado de Universidad, desde 1973; doctor en 1981, tras su trabajo sobre La Fontaine; y doctor de Estado en Letras, en 1994, por la Nueva Sorbona (París III). Actualmente este profesor de la Sorbona (París IV), es miembro de la Academia de Artes, Letras y Ciencias Humanas de la Société Royale du Canada.
Ha sido profesor invitado de las Universidades de Moscú y San Petersburgo (1998), de la Columbia en Nueva York (2003) y de Chicago (2004-2005), de Lausana (2006) y de Cluj-Napoca, Rumania (2007-2009). Es especialista de la obra de La Fontaine, de Molière y de la literatura francesa del siglo XVII. Además se ha interesado por la enfermedad moral y mental con su tesis doctoral, de 1994, sobre la medicina en las comedias de Molière. Es presidente de la Sociedad Jean de La Fontaine.
Ha hecho muchas ediciones especializadas para Les Belles Lettres, Champion, Flammarion, Gallimard, Hachette y finalmente Klincksieck, donde dirige varias colecciones. Ha escrito sobre La Fontaine dos libros: La Fabrique des Fables y La Fontaine ou les métamorphoses d’Orphée; otros dos libros sobre Molière: Molière ou l'esthétique du ridicule y La Médecine et la maladie imaginaire. Sobre retórica ha entregado L'Éloge paradoxal de Gorgias à Molière.
Hoy destaca por sus estudios sobre la melancolía: Les Tréteaux de Saturne y Anthologie de l’humeur noire que trata de la historia de la tristeza desde la Antigüedad hasta 1800, con motivo de la exposición Mélancolies del Grand-Palais en París. Son dos obras capitales.
En 2009, ha publicado Quand Versailles était conté sobre el fenómeno social que fueron las cortes en el siglo XVII, y concretamente por la de Luis XIV visto por los escritores contemporáneos.

## Obra
- La Fabrique des Fables (1991) y en (PUF, 1996)
- La Fontaine ou les métamorphoses d'Orphée (col. «Découvertes Gallimard» (nº 240), 1995)
- Molière ou l'esthétique du ridicule (Klincksieck, 1992),
- La Médecine et la maladie imaginaire (Klincksieck, 1998)
- L'Éloge paradoxal de Gorgias à Molière (PUF, 1997)
- Phèdre de Jean Racine (H. Champion, 1999)
- Les Tréteaux de Saturne (Klincksieck, 2003)
- Anthologie de l’humeur noire (Gallimard/Le Promeneur, 2005).
- Quand Versailles était conté (Les Belles Lettres, 2009)